# Henschleben
Henschleben est une commune allemande de l'arrondissement de Sömmerda, Land de Thuringe.

## Géographie
Henschleben se situe sur l'Unstrut, dans le bassin de Thuringe, au sud du bassin de rétention des eaux pluviales de Straußfurt.
La commune comprend Henschleben et Vehra.
| Schwerstedt | Straußfurt  |                |
| Gebesee     | Henschleben | Wundersleben   |
|             | Haßleben    | Werningshausen |

Henschleben se trouve sur la Bundesstraße 4.

## Histoire
Henschleben est mentionné pour la première fois en 1080, au moment de la bataille de Mordäckern entre l'empereur Henri IV et Rodolphe de Rheinfelden.
Pendant la Seconde Guerre mondiale, 25 hommes et femmes de Pologne sont contraints à des travaux agricoles. En avril 1945, l'armée américaine entre par des tirs d'artillerie.